# Controverse sur le syndrome du bébé secoué
 (30 juin 2018).
Le syndrome du bébé secoué (SBS) est un diagnostic médical établissant, à partir d'un ensemble de signes cliniques, qu'un nourrisson a été victime d'un traumatisme crânien intentionnel, comme un secouement violent. L'existence même des traumatismes crâniens intentionnels et des autres faits de maltraitance n'est pas controversée. Cependant, des débats scientifiques et juridiques ont lieu sur la manière d'aboutir à ce diagnostic, sur sa fiabilité médico-légale, et sur les diagnostics différentiels. Le principal sujet de discussion concerne la validité du diagnostic lorsque seuls quelques signes cliniques spécifiques (en particulier un hématome sous-dural et des hémorragies rétiniennes) sont retrouvés chez un nourrisson en l'absence d'explications acceptables,,,.

## Historique

### Maltraitance et médecine
Bien que la maltraitance infantile existe dans toutes les sociétés du monde, ce n'est que depuis le milieu du vingtième siècle que les sociétés occidentales reconnaissent le besoin de lutter activement contre ces formes de violences. Depuis les années 1960, le corps médical a aussi pris conscience du rôle qu'il avait à jouer dans la prévention et la lutte contre la maltraitance.
De nombreux pays ont mis en place des politiques visant à rendre obligatoire le signalement des enfants potentiellement en danger par les professionnels en contact avec les enfants, en particulier les pédiatres et les personnels de santé hospitaliers. En pratique, lorsque des enfants se présentent à un établissement médical avec des signes et symptômes suspects (hématomes, fractures...), les professionnels de santé sont encouragés à inclure la possibilité d'une maltraitance dans leur démarche diagnostique. Ils peuvent aussi effectuer un signalement auprès des administrations concernées.
Cela peut déboucher sur des procédures sociales et/ou judiciaires, qu'elles visent à protéger un enfant de dangers potentiels dans son environnement, ou à identifier et poursuivre des personnes pénalement. Ces démarches valent aussi dans les cas de décès suspects d'enfants. Dans le cadre de ces procédures, ce sont essentiellement des médecins légistes et des experts judiciaires qui peuvent s'exprimer sur les causes des lésions constatées et sur l'éventualité d'une maltraitance. Leur avis permet d'informer les magistrats dans les procédures judiciaires.

### La «triade» et le syndrome du bébé secoué
Depuis les travaux de médecins anglo-saxons dans les années 1950-1970 (Ayub Ommaya, Norman Guthkelch, John Caffey), le corps médical reconnaît que certains signes médicaux spécifiques chez les nourrissons pourraient être les conséquences de violences particulières. Ces signes incluent tout particulièrement les trois signes suivants, parfois connus collectivement sous le nom de « triade » :
- hématome sous-dural (saignements autour du cerveau),
- hémorragies rétiniennes (saignements au fond de l'œil),
- lésions cérébrales (mort de cellules nerveuses).

Ces lésions peuvent être causées par des traumatismes violents infligés au niveau de la tête d'un nourrisson (lourde par rapport au reste du corps, tandis que les muscles du cou sont faibles), que ce soit un secouement violent et/ou un impact à la tête. C'est ce que l'on appelle le syndrome du bébé secoué (SBS), ou encore, pour certains auteurs, le syndrome de « secouement-impact » (shaken-impact syndrome). Le SBS est alors inclus dans l'ensemble plus large du traumatisme crânien intentionnel ou non accidentel (non-accidental head injury, ou abusive head trauma) qui ne préjuge pas du mécanisme.
À partir des années 1980-1990, les progrès continus de l'imagerie cérébrale permettent de préciser et d'affiner la description des lésions. Pour l'hématome sous-dural  pour les hémorragies rétiniennes, la latéralité, localisation, étendue, nombre, taille, aspect, localisation ; pour les lésions cérébrales : localisation, étendue, type de lésions.
Le terme de triade perd de sa valeur pratique, puisque la suspicion diagnostique (possible, probable, quasi certaine..) est orientée par diverses associations d'une ou plusieurs lésions de gravité variable (et non plus sur trois éléments de façon générique). Par exemple, des hémorragies rétiniennes bilatérales diffuses sont plus fortement associées à un diagnostic de traumatisme non accidentel.

### Contestations
Dans ce contexte, un groupe minoritaire constitué d'enseignants en droit et en psychologie, des juristes intervenant dans les Innocence Project, des avocats de la défense, des médecins spécialistes (neurologie, neurochirurgie, pathologie) et des scientifiques (biomécanique) intervenant en qualité de « témoins » mandatés par la défense (ce qui est possible dans les juridictions anglo-saxonnes) soulève les points suivants , :
1. La présence de la triade de lésions chez un nourrisson évoque la maltraitance, mais suffit-elle à prouver en soi les violences au-delà d'un doute raisonnable si aucun autre élément corroborant n'est retrouvé ? Si c'est le cas, ces violences sont-elles nécessairement volontaires, prouvant l'intentionnalité du geste ? Ces questions sont d'ordre juridique plus que scientifique, car le bénéfice du doute est un principe juridique fondamental pour éviter les erreurs judiciaires.
2. Les traumatismes accidentels graves, comme les accidents de la circulation et les chutes de plusieurs étages, peuvent causer la triade, mais est-ce aussi potentiellement le cas de certains traumatismes bénins comme les chutes de faible hauteur (chute du canapé, de la table à langer...) ?
3. Quelles pathologies peuvent causer la triade (diagnostics différentiels), que ce soit de manière spontanée ou à la suite d'un traumatisme accidentel mineur ?

D'autres questions sont aussi débattues : les mécanismes pathophysiologiques pouvant expliquer les lésions de la triade, la qualité des preuves scientifiques fournies par la littérature clinique sur le syndrome du bébé secoué, et la validité scientifique des aveux de secouements obtenus lors des interrogatoires de police.
Des avocats de la défense soutiennent que le consensus médical aurait évolué au cours des dernières décennies, en particulier au sujet de la pertinence de la seule triade pour poser un diagnostic de maltraitance, ou sur la possibilité pour des chutes de faible hauteur de causer les lésions de la triade,. Selon une juriste américaine, « la science sous-jacente au syndrome du bébé secoué a significativement évolué. (...) Sans que personne ou presque ne le remarque, les avancées scientifiques ont remis en question la validité des condamnation criminelles basée sur la triade. En 2008, une Cour d'Appel du Wisconsin (...) a conclu "qu'un changement dans le consensus médical" avait affaibli les bases des diagnostics du syndrome du bébé secoué. ».

### Réponses des autorités
Selon un consensus international, paru dans la revue Pediatric Radiology 2018, représentant 15 sociétés savantes nationales et internationales, il n'existe pas de controverse scientifique au sujet du diagnostic du syndrome du bébé secoué, si ce n'est des théories spéculatives soutenues dans les tribunaux par les avocats de la défense et leurs médecins « témoins ». Ces théories n'auraient que peu à voir avec les données médicales.

Le consensus international vise à répondre à : 
« la négation de la maltraitance devenue un problème médico-légal et de santé publique. Dans les tribunaux américains des avocats et leurs médecins diffusent des messages imprécis et dangereux, souvent répétés dans les nouveaux médias. Au lieu d'argumenter sur le doute raisonnable d'une erreur médicale dans un cas précis, ils soutiennent que la maltraitance serait surdiagnostiquée de façon routinière. Cette désinformation délibérée dissuade de faire appel aux services de santé pour nourrissons (...) Ces efforts pour créer un doute sur le traumatisme crânien intentionnel incluent la déformation et le remplacement d'un processus diagnostic complexe par une détermination quasi automatique basée sur une " triade " ». 
Certains de ces avocats et médecins déclarent ne pas nier la maltraitance mais questionner certaines démarches diagnostiques pouvant conduire à des surdiagnostics. Il est par ailleurs admis que le traumatisme crânien intentionnel est sous-diagnostiqué (l'incidence des gestes violents est supérieure à celle des diagnostics). Les médecins s'accordent à dire que les sous-diagnostics tout comme les surdiagnostics devraient être évités dans la mesure du possible.

## Nom du syndrome
Le nom lui-même du « syndrome du bébé secoué » a été questionné par certains auteurs parce qu'il dénommerait deux idées différentes :
- un nourrisson victime de secouements violents de la part d'un adulte,
- un nourrisson présentant des hématomes sous-duraux, des hémorragies rétiniennes, et éventuellement des lésions cérébrales, ou au moins l'un des éléments de cette « triade » de lésions, en l'absence d'un récit de traumatisme sévère.

Le neurochirurgien à l'origine du syndrome du bébé secoué, Norman Guthkelch, a proposé le terme « d'hémorragies rétinodurales du nourrisson » qui décrirait des signes spécifiques sans présupposer de leur étiologie.
Un autre terme souvent utilisé, le « traumatisme crânien intentionnel » ou « non accidentel », présenterait les mêmes limites puisqu'il présupposerait une cause intentionnelle à des lésions données.

## Démarche diagnostique
Au cœur de la démarche diagnostique du syndrome du bébé secoué se trouve l'association d'un ou de plusieurs signes caractéristiques, parmi lesquels les hématomes sous-duraux, les hémorragies rétiniennes, et les lésions cérébrales et non cérébrales chez le nourrisson.

### Explications incompatibles avec la présence de la triade
Le concept historiquement associé au terme de triade est le suivant : lorsqu'un nourrisson est hospitalisé et présente des lésions caractéristiques, alors cela signifierait, à de rares exceptions près, qu'il a été victime d'un traumatisme crânien violent, d'origine présumée intentionnelle.
En théorie, un tel traumatisme violent pourrait aussi être d'origine accidentelle. Les médecins considèrent généralement que les seuls traumatismes accidentels pouvant provoquer de telles lésions sont les accidents graves de la circulation et les chutes de plusieurs étages. Dans ces cas-là, le récit et la présence de témoins ne conduisent pas à une suspicion de maltraitance. Tout autre récit (traumatisme bénin, absence de traumatisme, jeu ou geste peu violent, ou plus généralement une histoire fluctuante ou incompatible avec l'âge de l'enfant) pourrait être considéré comme faux et conduire à une présomption de maltraitance. Un argument important pour le diagnostic du syndrome du bébé secoué est donc l'incompatibilité des lésions constatées avec le récit donné par les parents, lorsqu'ils sont interrogés par les médecins.

### La triade dans la pratique clinique et médico-légale
Ce concept a été appliqué dans la pratique clinique de plusieurs pays à partir des années 1980,. Selon une lettre signée en 1998 par de nombreux spécialistes et parue dans la revue de l'Académie Américaine de Pédiatrie :
Le syndrome du bébé secoué (avec ou sans signe d'impact) est désormais une entité clinique et pathologique bien caractérisée, avec dans les cas sévères des propriétés diagnostiques quasiment uniques à ce type de blessure : gonflement du cerveau (œdème cérébral), saignement à l'intérieur de la tête (hématome sous-dural), et gonflement dans le tissu au fond de l'œil (hémorragies rétiniennes).
Un ou deux éléments de la triade peuvent aussi parfois suffire au diagnostic. Selon un guide du ministère de la justice américain (2002), « les hémorragies rétiniennes chez les nourrissons fournissent, dans une utilisation pratique, une preuve conclusive du syndrome du bébé secoué en l'absence d'une explication acceptable [accident de la circulation ou chute de plusieurs étages]. » Selon un ophtalmologue américain, un certain type d'hémorragies rétiniennes sévères suffirait au diagnostic, tandis qu'un rapport de la Haute Autorité de Santé mentionne le fait que considérer les hémorragies rétiniennes de façon générique serait une faute clinique et éthique.
Selon la Haute Autorité de Santé, deux éléments sur trois de la triade permettent un diagnostic certain de maltraitance après l'exclusion de diagnostics différentiels considérés comme rares, et en l'absence d'un récit acceptable de traumatisme :
Chez un nourrisson, en cas d’histoire clinique absente, fluctuante ou incompatible avec les lésions cliniques ou l’âge de l’enfant, et après élimination des diagnostics différentiels, le diagnostic de traumatisme crânien non accidentel par secouement est certain en cas [...] d'hématomes sous-duraux plurifocaux et d'hémorragies rétiniennes, quelles qu’elles soient.
Selon des avocats et juristes américains, la triade seule (sans traces d'impact) a été la base de poursuites et/ou condamnations criminelles, durant lesquelles les médecins témoignant au procès estimaient que seul un traumatisme intentionnel violent pouvait expliquer les lésions de la triade,. Par exemple, dans un dossier de bébé secoué aux États-Unis, un médecin urgentiste soutenait « qu'à chaque fois que vous voyez simultanément des hémorragies rétiniennes et une hémorragie dans le cerveau, cela ne peut être rien d'autre, à de très rares exceptions près, qu'un traumatisme intentionnel. » Dans un autre dossier, un neurochirurgien pédiatrique était d'avis que « la constellation d'hématomes sous-duraux, d'hémorragies rétiniennes, et d'un œdème cérébral est, en l'absence d'explications pour les lésions, le résultat d'un traumatisme intentionnel. »

## Revue systématique d'une agence suédoise
Une revue systématique publiée en 2016 par l'agence suédoise d'évaluation des pratiques médicale a examiné, selon les principes de la médecine basée sur les preuves, la qualité scientifique des preuves de l'hypothèse selon laquelle la triade seule permettrait un diagnostic de secouement. Pour cela, ils ont examiné les milliers d'études cliniques publiées dans des revues internationales à comité de lecture depuis les années 1970 et qui considéraient généralement que la seule présence inexpliquée de la triade permet le diagnostic du syndrome du bébé secoué.
Selon un collège canadien d'experts médicaux et juridiques (2011), « la présence de la triade de constatations permettrait donc d’établir au-delà de tout doute raisonnable que la dernière personne à avoir vu le bébé avant la détérioration de son état devait être celle qui a secoué le bébé violemment, lui infligeant les traumatismes crâniens fatals. Pendant des années, le consensus sur cette question a été universel », mais désormais, « de nombreux professionnels considèrent que la triade n'est pas un diagnostic formel de maltraitance. (...) L'avis généralement admis selon lequel la seule triade permettrait un diagnostic certain du syndrome du bébé secoué ne tient plus. »

### Méthodologie
Sur les 3773 articles retournés par leur recherche, les auteurs en ont examiné 1064, et 30 ont satisfait à leur critère d'inclusion. Ce dernier se basait sur la présence d'enregistrements vidéo, de témoins, ou d'aveux détaillés des secouements, mais les auteurs n'ont trouvé aucune étude où les secouements ont été enregistrés en vidéo ou constatés par des témoins : toutes les études retenues se basaient donc sur des aveux. Sur les 30 études retenues, 28 ont été évaluées comme ayant un risque élevé de biais, et 2 avec un risque modéré de biais.

### Conclusions de la revue systématique
Pour les auteurs du rapport, la démarche méthodologique des études examinées souffrirait d'un biais de raisonnement appelé raisonnement circulaire. Selon eux, si les auteurs des études faisaient déjà l'hypothèse que la triade seule suffisait au diagnostic, alors ces études ne permettraient pas d'étayer cette même conclusion.
La conclusion du rapport est donc « qu'il y a une insuffisance de preuves scientifiques permettant d'établir la validité diagnostique de la triade pour le secouement traumatique (preuves de très mauvaise qualité) ».
Cette conclusion se rapproche d'un rapport de médecins et juristes canadiens de 2011 (selon laquelle « la présence de la triade de constatations permettrait donc d’établir au-delà de tout doute raisonnable que la dernière personne à avoir vu le bébé avant la détérioration de son état devait être celle qui a secoué le bébé violemment, lui infligeant les traumatismes crâniens fatals. Pendant des années, le consensus sur cette question a été universel », mais désormais, « de nombreux professionnels considèrent que la triade n'est pas un diagnostic formel de maltraitance. (...) L'avis généralement admis selon lequel la seule triade permettrait un diagnostic certain du syndrome du bébé secoué ne tient plus. »)

### Critiques du rapport par les institutions médicales
Un débat scientifique a fait suite à la publication de ce rapport, et de nombreuses réponses et critiques ont été publiées,.
La plupart des sociétés savantes se sont opposées à ce rapport, dont la Société Suédoise de Pédiatrie. L'agence suédoise a refusé une révision externe par des pairs proposée par au moins sept sociétés internationales dont la Société de Radiologie Pédiatrique, l'Académie Américaine de Pédiatrie, et le Collège Royal de Pédiatrie sous prétexte que la révision avait déjà été faite par des experts externes et que cela n'apporterait rien de plus. 
Pour de nombreux spécialistes, ce rapport serait invalide car l'hypothèse d'étude (la triade seule suffirait au diagnostic) n'aurait jamais été utilisée en pratique,,,. Selon un radiologue, « le diagnostic du traumatisme crânien intentionnel chez les enfants n'est pas basé uniquement sur la découverte d'un hématome sous-dural, d'une encéphalopathie hypoxique-ischémique, et d'hémorragies rétiniennes — il ne l'a jamais été. » Par ailleurs, la triade seule ne serait pas pertinente car les diagnostics différentiels seraient éliminés avant de poser le diagnostic. 
D'autres références antérieures remettent également en cause l'utilisation de la seule triade pour le diagnostic du syndrome du bébé secoué. Selon le Collège Royal des Pathologistes en Grande-Bretagne (2009), la triade reste « une suspicion à première vue, en l'absence d'autres causes, d'un traumatisme mécanique incluant le secouement ». Dans le cas d'examens post-mortem : « en l'état actuel des connaissances, la présence de la triade, même dans sa forme caractéristique, ne devrait pas être considérée comme étant une preuve absolue de traumatisme intentionnel en l'absence d'autres éléments à charge » 
En 1998, un article du NEJM faisait le point sur le shaken baby syndrome, montrant que les données d'imageries étaient toujours interprétées par confrontation avec les données cliniques, replacées dans leur contexte, et jamais en elles-mêmes. Cette méconnaissance du processus de diagnostic et de décision médicale a été soulignée par les sociétés savantes, l'agence suédoise ayant refusé d'intégrer des cliniciens de la Société Suédoise de Pédiatrie.

### Un débat continuel
Les auteurs suédois déclarent avoir initialement invité un pédiatre spécialisé en maltraitance, mais des conflits d'intérêts potentiels n'ont finalement pas permis sa participation. Ils soulignent également que la triade seule est bien utilisée en pratique pour le diagnostic de secouement, en citant des recommandations médicales à Stockholm selon lesquelles le diagnostic de maltraitance est « tout à fait évident » en présence d'une triade sans trace d'impact et sans récit de traumatisme accidentel majeur. Les auteurs se déclarent par ailleurs « très troublés par l’indifférence affichée par [les auteurs des critiques] aux problèmes méthodologiques significatifs » de la littérature, dont le problème du raisonnement circulaire.
Les sociétés savantes répliquent qu'elles n'ont pas été associés à ce rapport et que des auteurs suédois ont des liens familiaux avec des personnes poursuivies après un diagnostic de bébé secoué. Les auteurs suédois soulignent cependant que le médecin en question, qui a siégé au conseil scientifique de l'agence jusqu'en 2005, « n'a pas du tout été impliqué dans le projet » qui n'a commencé qu'en 2014. Ce médecin a aussi expliqué comment toutes les charges contre son fils, accusé d'avoir secoué mortellement son enfant, avaient été abandonnées sans qu'il n'y ait de procès. La défense a en effet pu mettre en évidence l'existence d'une chute accidentelle suivie d'erreurs médicales à l'hôpital, ce qui a finalement conduit au décès de l'enfant.
Les sociétés savantes estiment par ailleurs que le problème du raisonnement est celui du rapport. En effet, par ses critères d'inclusion, il demande des vidéos de secouement (alors que les secouements filmés s'accompagnant des lésions de la triade sont inexistants), des témoins (alors que la quasi-totalité des secouements s'effectue sans témoins), des aveux (alors qu'ils sont jugés non fiables). Sur ce dernier point, les auteurs français font remarquer que cela concerne en particulier la justice anglo-saxonne où l'aveu peut être échangé contre une réduction de peine.

## Diagnostics différentiels
Un hématome sous-dural ou une hémorragie rétinienne du nourrisson admettent des diagnostics différentiels rares qui peuvent causer ces saignements spontanément ou à la suite d'un traumatisme bénin,. L'annexe 1 du rapport suédois propose une liste de pathologies pouvant causer des lésions de la triade selon des rapports de cas individuels, dans lesquels des lésions de la triade ont été retrouvées et attribuées à certaines pathologies tandis que la maltraitance aurait été écartée par les enquêtes.
Selon le consensus international en vigueur, il est considéré que la maltraitance doit être systématiquement évoquée en présence d'hématomes sous-duraux ou d'hémorragies rétiniennes du nourrisson, et que les autres causes médicales sont rares. Ces dernières doivent néanmoins être toujours considérés avec rigueur. Par ailleurs, la présence d'une pathologie rare, comme l'hydrocéphalie externe,, n'exclut pas la possibilité d'une maltraitance.
En effet, le diagnostic est basé sur une association de lésions, dans leur contexte d'ensemble particulier : « il n'y a aucune maladie, métabolique ou d'une autre nature qui réplique totalement chaque caractéristique diagnostique du syndrome du bébé secoué. »
D'autres diagnostics différentiels sont rejetés comme une toux, une régurgitation, une vaccination, une ponction lombaire... Dans les juridictions anglo-saxonnes, la défense peut engager ses propres médecins experts, appelés comme « témoins », pour tenter de remettre en cause les accusations. La qualité et l'éthique de ces médecins experts mandatés par la défense est mise en cause aux États-Unis et en Grande-Bretagne. 
En France, les experts judiciaires sont missionnés et rémunérés par la Justice en étant indépendants des parties. 

## Physiopathologie
Les médecins soulignent qu'il n'existe pas de « nouvelle science » qui invalide le syndrome de bébé secoué, mais une « nouvelle science » qui vise à mieux le comprendre et à mieux le différencier. « La controverse qui peut exister dans les tribunaux, les médias et sur le net est due à quelques individus irresponsables qui persistent à déformer la littérature médicale en développant des théories improbables » .
La stratégie des avocats et des médecins-témoins de la défense consiste à découper et considérer isolément les éléments du diagnostic, pour montrer l'existence d'exceptions à chacun. Cette attitude est dénoncée comme consistant « non pas à présenter et juger l'ensemble des données médicales, mais à les isoler une à une, en présentant à chaque fois les multiples diagnostics différentiels pour semer la confusion dans le jury ».

### Hématomes sous-duraux
Des accélérations angulaires importantes de la tête pendant un traumatisme violent (« coup du lapin » ou impact) peuvent provoquer une rupture traumatique des veines reliant le cerveau à la dure-mère, et par conséquent des hémorragies sous-arachnoïdiennes ou sous-durales.
Depuis 2001, plusieurs études en neuropathologie ont suggéré que la dure-mère elle-même pouvait aussi être une autre source de saignements dans certaines conditions pathologiques et pas nécessairement traumatiques. Pour les médecins de la défense, ces découvertes remettraient en question l'attribution systématique d'une étiologie traumatique à tous les hématomes sous-duraux du nourrisson,. Pour les autres, cela ne change pas fondamentalement le fait que de nombreux examens et investigations complémentaires restent nécessaires pour déterminer l'origine traumatique des lésions, et le fait que les NAT (Non Accidental Traumatisme) sont le diagnostic correct dans la grande majorité des cas.

### Hémorragies rétiniennes
Avant l'avènement du scanner cérébral, les médecins réalisaient un fond d'œil pour déceler la présence d'un hématome sous-dural. La présence d'hémorragies rétiniennes était en effet considérée comme étant pathognomonique d'un hématome sous-dural. 
Aujourd'hui, la présence d'hémorragies rétiniennes associées à des hématomes pluri-focaux chez le nourrisson est estimée comme étant hautement spécifique, voire certain d'un traumatisme crânien intentionnel. Les médecins considèrent en effet que les hémorragies rétiniennes du nourrisson proviennent directement des forces d'accélération causées par le secouement.
D'autres mécanismes physiopathologiques sont envisagés par des médecins de la défense, comme une hypertension intracrânienne. Pour eux, un traumatisme ne serait donc pas toujours en cause dans les hémorragies rétiniennes du nourrisson,.

### Lésions cérébrales
Les lésions cérébrales causées directement par le traumatisme du secouement consistent en des lésions axonales diffuses). Ces lésions sont aussi de nature hypoxique (manque d'oxygène), le secouement provoquant des difficultés respiratoires par lésions à la jonction occipito-cervicale,.
Les médecins de la défense soulignent que des lésions hypoxiques ne sont pas spécifiques d'un traumatisme, puisqu'on peut les retrouver dans toute encéphalopathie.

### Chutes de faible hauteur
Les chutes de faible hauteur du nourrisson (chute du canapé ou du lit, chute des bras de l'adulte, chute de la table à langer) sont fréquentes,, mais les lésions intracrâniennes graves ou fatales en découlant sont rares,. Pour cette raison, de nombreux médecins pensent que lorsqu'un nourrisson présente des lésions intracrâniennes graves et qu'un récit de chute est donné par les adultes responsables de l'enfant, alors le récit est probablement falsifié et pourrait occulter des faits de maltraitance qui ne sont pas immédiatement reconnus. 
Selon un rapport de l'Académie Américaine de Pédiatrie de 2001, « la constellation [des lésions de la triade] ne se produit pas lors de chutes de faible hauteur ». Selon un document du centre national sur le syndrome du bébé secoué datant de 2000, « les formes mineures de traumatismes, comme celles présentes lors de chutes du canapé, du lit, de tables, ou même des escaliers ne causent absolument pas le type de lésions communes aux cas de bébés secoués. » Selon un rapport du ministère américain de la justice, « les enquêteurs doivent être avertis du fait que les enfants ne décèdent pas après des chutes simples. » Pour la Haute Autorité de Santé, « il n’a été retrouvé dans la littérature aucun cas d’enfant de moins de un an ayant, après une chute de faible hauteur, l’association d’un hématome sous-dural et d’hémorragies rétiniennes. »
Pour des médecins et juristes,, des rapports de cas publiés dans des revues médicales, et des abandons de poursuite,, montreraient l'existence rare de chutes de faible hauteur ou d'accidents d'apparence bénigne provoquant des lésions initialement attribuées à un traumatisme crânien intentionnel. Selon un rapport du Ministère du Procureur Général de l'Ontario datant de 2011, « actuellement, on reconnaît qu'une chute accidentelle dans laquelle la tête percute le sol peut entraîner des traumatismes crâniens fatals chez les bébés et les enfants. Ceci survient rarement, mais peut se produire avec des chutes de faible hauteur et les chutes survenant dans les escaliers. »

### Facteurs de risque
Les facteurs qui influeraient sur la sévérité des lésions à la suite d'une chute de faible hauteur comprendraient notamment la hauteur de chute, l'âge de l'enfant, la position du corps lors de la chute, le point d'impact, le type de surface au sol, d'éventuelles fragilités physiologiques comme un élargissement des espaces sous-arachnoïdiens, des troubles de la coagulation, des anomalies du tissu conjonctif, ou d'autres pathologies pouvant rendre l'enfant plus vulnérable à des chutes. À hauteur équivalente, les chutes sur un sol dur (parquet, carrelage, béton) pourraient provoquer des lésions à la tête plus graves que les chutes sur un matelas ou une moquette épaisse selon des études biomécaniques.
Par ailleurs, la littérature en neurologie pédiatrique suggère que l'élargissement des espaces sous-arachnoïdiens augmenterait la survenue d'hématomes sous-duraux spontanés. Mais la rareté de cette pathologie doit d'abord faire envisager soigneusement le diagnostic de traumatisme crânien non accidentel. 

## Pertinence des aveux
Des auteurs estiment que l'existence d'aveux de secouements obtenus lors d'interrogatoires de police justifie en soi la validité des diagnostics,.
Dans les diagnostics du syndrome du bébé secoué, les gestes ne sont quasiment jamais reconnus immédiatement. C'est au cours des procédures judiciaires (notamment lors des interrogatoires de police) que des aveux peuvent être obtenus. Il est reconnu que ces aveux sont relativement rares,.  Pour une juriste américaine, « si l'on offre [à la personne accusée] une remise substantielle [pendant une négociation de peine], remise assez importante pour compenser le sacrifice de la possibilité d'être jugée non coupable [au procès], une personne rationnelle va accepter les termes de l'offre en dépit de son innocence factuelle. »
Des auteurs estiment que les médecins « n'ont pas la compétence pour décider si des aveux sont authentiques ou non », et que les aveux sont peu fiables car ils correspondent mal aux preuves médicales. Les criminologues reconnaissent par ailleurs l'existence de « faux aveux » pouvant être obtenus au cours des interrogatoires de police, tout particulièrement dans les dossiers de bébés secoués,,. 
Les auteurs français font remarquer que cela concerne plutôt la justice anglo-saxonne où l'aveu peut être échangé contre une réduction de peine. 
Les auteurs du rapport gouvernemental suédois ont retenu comme critère d'inclusion dans leur revue systématique l'existence d'enregistrements vidéo, de témoins, ou d'aveux détaillés de secouements dans les études cliniques. Seules des études avec aveux ont été trouvées et donc retenues, mais les auteurs ont reconnu leur faible fiabilité. Des sociétés savantes ont critiqué cette contradiction consistant à choisir un critère d'inclusion tout en considérant qu'il est peu fiable, mais pour les auteurs du rapport, ce critère imparfait « pourrait être considéré comme le meilleur actuellement disponible ».

## Détermination de l'intentionnalité des lésions
Des discussions ont lieu pour savoir si un diagnostic médical de maltraitance détermine en soi l'intentionnalité des lésions sur le plan juridique ou non.
En France, le signalement effectué par les médecins hospitaliers doit rester neutre et respecter un certain nombre de règles (comme ne pas désigner un individu qui serait suspecté d'être l'auteur des gestes présumés). Selon le rapport de la Haute Autorité de Santé datant de 2017, « il convient de dissocier la volonté de l’acte de secouement de la volonté des conséquences de l’acte : le secouement ne peut être qualifié d’acte involontaire ; il s’agit toujours d’un acte volontaire »,  la loi française faisant la distinction entre la volonté d'un acte et les conséquences involontaires de ces actes.
Selon un rapport de consensus de l'Académie Américaine de Pédiatrie datant de 1993, « l'acte de secouement est si violent que des personnes compétentes observant le secouement le considéreraient comme dangereux ».  Des avocats de la défense et des juristes, soutiennent que cette phrase paraphraserait le mens rea, l'intention criminelle d'un acte qui est un élément essentiel des procédures criminelles dans les juridictions anglo-saxonnes, et que le syndrome du bébé secoué serait donc un « diagnostic de meurtre ».
Pour les auteurs du rapport suédois, cela devrait être la tâche du système judiciaire et non du corps médical d'évaluer le caractère intentionnel ou non d'un traumatisme.
Les sociétés savantes qui ont critiqué le rapport suédois soulignent que le diagnostic du syndrome du bébé secoué est une conclusion médicale (traumatisme provoqué, volontaire ou non accidentel) et non pas une détermination judiciaire de l'intention, ou un diagnostic de meurtre, comme le soutiennent les avocats de la défense.

## Exonérations aux États-Unis
Le registre national des exonérations, tenu à jour par la faculté de droit de l'Université du Michigan, recense 33 personnes exonérées après une condamnation faisant suite à un diagnostic du syndrome du bébé secoué.